# Louis Maucourt de Bourjolly
Pour les articles homonymes, voir Maucourt de Bourjolly.
Louis Maucourt de Bourjolly, (22 septembre 1617 - † 30 août 1670 à Mézangers, lieu-dit la Coudrière), militaire français.

## Biographie
Louis Maucourt de Bourjolly est le fils de Jacques Maucourt, seigneur de Bourjolly (commune de Chaumont), sénéchal de Saint-Germain-d'Arcé († 1636), et de Catherine des Pingneux.
Il suit la carrière des armes, assiste à la bataille de Sedan, à la prise d'Arras, reçoit un coup de pistolet à la bataille de Fribourg, et se trouve aux sièges de Philipsbourg et de Mayence. Il sert jusqu'aux débuts de la Fronde.
Il devient vers 1641 fermier général du Château de la Roche-Pichemer.
Il épouse en 1644 à Mézangers Julienne Boullant, qui lui apporte la Ferme et la Coudrière, où il meurt le 30 août 1670.
Il est le père de Charles Maucourt de Bourjolly, avocat et historien.